# 東あかり
東 あかり（あずま あかり）は、日本のAV女優。ティーパワーズ所属。

## 略歴
2022年2月にAVデビュー。
2024年7月2日、SNSにて現役引退を発表。

## 人物
小学生及び中学生時代は友達もおらず、ブスと罵られ、家庭環境のこともありいい思い出が一つもないという。何かを残したい、見返したいと一念発起し、1000万円をかけ顔を整形、豊胸。きれいな全身を映像に残したいということがAVデビューのきっかけである。

## 作品

### アダルトDVD
2022年
- ショートムービーアプリのフォロワー8万人超えのキャバクラ嬢! Gcupの巨乳インフルエンサーAVデビューでさんさーん!にーにー!いちいちー!ポンッ!（2月15日、OPPAI）
- 彼女のお姉さんは巨乳と中出しOKで僕を誘惑（7月19日、OPPAI）
- 熟女連れ込み!他人棒と遊ぶ人妻 盗撮ドキュメントのすべて 39 〜艶やか美人妻2名の年下爆喰い編〜（8月9日、熟女プライベート）※「亜香里」名義
- 120%リアルガチ軟派伝説 vol.111（8月19日、プレステージ）
- ガチナンパ! 初めて素股絶頂を知ったセレブ女子大生 未知の快感に痙攣潮吹き! 中出し13発! イキ数測定不能!（9月15日、ピーターズ）
- 兄貴の嫁は読者モデル（9月20日、プラネットプラス）
- マジックミラー号ハードボイルド 真夏のビーチ!ビキニ映えギャル限定 勝ったら賞金10万円 負けたら“待ったなし”即ハメ中出し野球拳! 水着ごしに分かるエチエチおっぱいと真夏のガード緩めな膣粘膜を賭けてアウト!セーフ!ヨヨイのヨイ〜♪ 脱ぐもの無くなったらエチエチ切り札が使える!?（9月22日、サディスティックヴィレッジ）※「ゆかり」名義
- 性欲底なし Gカップキャバ嬢（9月27日、ブラックドッグ）※「あかり」名義
- パパ活詐欺を繰り返す悪い女にお仕置き寸止め調教（11月15日、KSB企画）

### アダルトVR
2022年
- 時間無制限!発射無制限! 美ボディGcup BOINと凄テクで人気No.1のS級泡姫が即尺・洗体・エロマッサ極上ご奉仕!ローションぬるぬるフルコースで何度でも射精させてくれる 口内射精・挟射・中出し3発 ゴムNG!子作り孕ませOK!高級ソープ（9月1日、こあらVR）
- 海の家オイルマッサージ S級美巨乳GカップGALを媚薬で発情させてOILだくだくエロマッサージ! ガンギマリで乳首イキ&潮吹きスプラッシュを繰り返す早漏ギャルに狭射・一撃顔射・ザーメン中出し 汗だく孕ませキメパコSEX（9月26日、こあらVR）※「あかり」名義
- 着衣スマタ&尻コキ特化VR 15人完全撮りおろし（11月7日、こあらVR）

### ネット配信
2022年
- あきちゃん（3月14日、新世代女子）
- あかりちゃん（3月20日、GO!GO!お手当ちゃん）

### デジタル写真集
- 兄貴の嫁は読者モデル（2022年9月20日、プラネットプラス）

## 出演

### テレビ
- 魚拓と成瀬のツキとスッポンぽん #386,#387（2022年1月23日,30日、パチ・スロ サイトセブンTV）[4][5]

### ネット
- ヤリ○ンGカップの新人、東あかり。女友達と温泉旅行で夜中に1人組手。友達と温泉で興奮。（2022年3月25日、はだかいっかん!/YouTube）
- そしてしたくなる。お酒の威力とは。そして過去の整形について。東あかりさん衝撃の告白!（2022年3月29日、はだかいっかん!/YouTube）